# Fusillade du lycée de Santa Fe
La fusillade du lycée de Santa Fe est une tuerie en milieu scolaire survenue le 18 mai 2018 à Santa Fe, au Texas (États-Unis). Elle fait 10 morts et survient un peu plus de trois mois après la fusillade de Parkland qui avait relancé le débat sur les armes à feu dans le pays.
Dimitrios Pagourtzis, 17 ans, a été identifié par les autorités texanes comme l’auteur présumé de la fusillade.

## Déroulement des faits
Un jeune homme de 17 ans du nom de Dimitrios Pagourtzis entre dans l’établissement scolaire dans lequel il est inscrit. Vers 8h du matin, il fait irruption dans la classe d’un cours d’arts plastiques vêtu d'un long manteau noir cachant ses armes, un fusil semi-automatique AR-15 et un revolver appartenant à son père qui les possédait légalement ; il ouvre le feu. 10 personnes sont tuées et 13 autres sont blessées. De plus, des explosifs ont été retrouvés au domicile du tireur ainsi que dans un véhicule,.

## Le tireur
Le tireur, Dimitrios Pagourtzis, est un élève de 17 ans fréquentant l'établissement dans lequel il a commis la fusillade. Cette année, il jouait dans l’équipe B de football américain du lycée, comme défenseur. Plusieurs élèves ont évoqué un adolescent calme, qui restait dans son coin et avait peu d’amis. Un lycéen a indiqué à une chaîne TV locale que l’adolescent était victime de harcèlement. « Les entraîneurs le harcelaient et l’insultaient », a-t-il dit. Des informations évoquant les intentions du tireur de commettre une fusillade puis de se suicider (ce qu’il ne réalisa pas, préférant se rendre à la police après un échange de coup de feux) ont été retrouvées sur son ordinateur ainsi que sur son téléphone portable. Sur sa page Facebook, fermée depuis la fusillade, des images du tueur portant un chandail avec l’inscription « né pour tuer » ont été retrouvées ainsi que d’autres images de lui portant des vêtements avec des symboles communistes, fascistes, néonazis et d’autres signes religieux,.
Les autorités locales ont confirmé que le suspect avait été conduit à la prison du comté de Galveston .
Plusieurs médias, ont révélé dans les jours qui suivent cette fusillade, que Dimitrios Pagourtzis a été inculpé pour meurtre, un chef d'accusation passible de la peine de mort pour un adulte. De plus selon son avocat, Nicholas Poehl, « Je pense qu'il y a, à coup sûr, quelque chose dans les antécédents en matière de santé mentale ».
Trenton Beazely, un élève réchappé de la fusillade, a raconté que le tireur « jouait de la musique, faisait des blagues et répétait des slogans et des vers ». Chaque fois qu'il tuait quelqu'un, il disait « another one bites the dust » (un autre mord la poussière); le titre d'une célèbre chanson du groupe Queen .

## Victimes
10 personnes (8 élèves et 2 enseignantes) en tout ont été tuées durant la fusillade :
- Shana Fisher, 16 ans ;
- Jared Black, 17 ans ;
- Christian Garcia, 15 ans ;
- Aaron Kyle McLeod, 15 ans ;
- Ann Perkins, 64 ans ;
- Angelique Ramirez, 15 ans ;
- Chris Stone, 17 ans ;
- Cynthia Tisdale, 63 ans ;
- Kimberly Vaughan, 14 ans ;
- Sabika Sheikh, 17 ans.

Le corps de Sabika Sheikh, jeune étudiante pakistanaise en échange scolaire aux États-Unis, est rapatrié le 23 mai. À l'aéroport de Karachi, le cercueil recouvert du drapeau national est accueilli avec les honneurs par les autorités locales de la province du Sind, en présence du consul américain, John E. Warner. Le gouverneur, Muhammad Zubair, parle de la jeune femme comme d'une victime « morte en martyre dans une attaque terroriste ». Des centaines de personnes assistent aux funérailles dans un cimetière voisin du domicile familial.

## Réactions
Une minute de silence est observée au Congrès des États-Unis le 22 mai, interrompue par la sénatrice démocrate Bonnie Watson Coleman qui s'exclame : « votre minute de silence ne sauve pas la moindre vie ! Faites quelque chose ! ».
Le président américain Donald Trump s’est adressé aux victimes ainsi qu’à leur famille à une conférence à la Maison-Blanche en notant que « Ce type d’attaque est trop fréquent dans notre pays » et que « Nous nous plaignons pour les vies qui ont été perdues et nous envoyons notre soutien et notre amour à tous ceux qui ont été affectés par cette horrible attaque ».

### National Rifle Association
En réaction à la fusillade le président de la NRA, Oliver North, explique le 20 mai 2018 lors d'une interview sur les antennes de Fox News que « la plupart des auteurs de fusillades dans les écoles sont de jeunes hommes qui étaient sous Ritalin depuis l'école maternelle ». L'association entre Ritalin et violence est une théorie souvent émise par des sites web scientologistes ou d'extrême-droite, mais largement rejetée par plusieurs institutions américaines.